# Ziegelei (Meyenburg)
Ziegelei ist ein Wohnplatz der Stadt Meyenburg im Landkreis Prignitz in Brandenburg.

## Geographie
Der Ort liegt drei Kilometer südsüdwestlich von Meyenburg. Die Nachbarorte sind Bergsoll im Nordosten, Penzlin im Osten, Warnsdorf im Südosten, Penzlin-Süd im Süden, Grabow im Südwesten, Frehne im Westen sowie Krempendorf im Nordwesten.